# Gallego (piłkarz)
Gallego, właśc. Francisco Fernández Rodríguez (ur. 4 marca 1944 w Puerto Real) – hiszpański piłkarz występujący podczas kariery zawodniczej na pozycji obrońcy. Uczestnik mistrzostw świata w 1966 roku.

## Kariera
W latach 1961–1965 oraz 1975–1980 grał w Sevilla FC, zaś w latach 1965–1975 występował w FC Barcelona.
W reprezentacji Hiszpanii zadebiutował 13 lipca 1966 w meczu z Argentyną na mundialu w Anglii, rozegranym w Birmingham. Zagrał w niej w sumie 36-krotnie.